# Беллотто, Бернардо
Берна́рдо Франче́ско Па́оло Эрне́сто Белло́тто (итал. Bernardo Francesco Paolo Ernesto Bellotto, Bellotti, Belotti; 30 января 1721, Венеция — 17 ноября 1780, Варшава) — итальянский художник, живописец, рисовальщик и гравёр, мастер офорта, представитель школы венецианской ведуты — жанра изображения городского пейзажа. Племянник и последователь Каналетто. Наиболее известные произведения Бернардо Беллотто — виды европейских городов, прежде всего Дрездена, Вены, Мюнхена и Варшавы. Работая в этих городах, за сходство своих картин с произведениями своего знаменитого дяди он получил такое же прозвание: Каналетто. Поэтому часто художника именуют «Бернардо Беллотто, прозванный Каналетто» (нем. Bernardo Bellotto genannt Canaletto).

## Биография

### Детство и юность. Работа в Италии
Бернардо Беллотто родился 30 января 1721 года (по иным данным: 1720 года) в Венеции в семье Лоренцо Антонио Беллотто и Фиоренцы Каналь, сестры художника Каналетто; его младший брат Пьетро Беллотто, или Беллоти, (1725 — ок. 1805) тоже был художником. Бернардо смолоду любил рисовать. Около 1735 года поступил в мастерскую своего дяди Антонио Каналя в Венеции в качестве ученика и помощника, а затем сотрудника, и оставался там до начала 1740-х годов (в некоторых источниках: с 1738 по 1743 год). В 1742 году он отправился в Рим; его короткие пребывания во Флоренции и Лукке, задокументированные живописными видами, скорее всего, связаны с этой поездкой.
Ещё до 1740 года Беллотто стал работать самостоятельно, сначала в лавке своего дяди, с «видами, снятыми с мест». Первые офорты относятся к тому же периоду: восемь «архитектурных каприччи», вдохновленных «венецианскими, падуанскими и римскими мотивами, в которых здания и руины появляются на дальнем плане, окружённые меланхолической атмосферой: они связаны с рисунками и офортами Каналетто с похожими сюжетами».
В 1741 году Бернардо Беллотто женился. С 1743 года путешествовал по северной Италии, по-видимому, останавливаясь в Венеции лишь периодически. В 1744 году мы находим его в Ломбардии, где он работал на графа Антонио Симонетту, а в 1745 году в Турине при дворе короля Сардинии и герцога Савойского Карла Эммануила III. В те годы он несколько раз был в Вероне. В 1742 году совершил поездку в Рим. Пейзажи, выполненные в этот период, коллекционеры и любители часто принимали за произведения более известного Каналетто или наоборот: невысокое качество его ранних картин посчитали признаком работы других учеников мастерской Каналетто Старшего.

### Первый дрезденский период
В конце 1746 года художник был приглашён курфюрстом саксонским Фридрихом Августом II (он же король Август III) в Дрезден. В июле 1747 года художник переехал в Саксонию со своей женой Марией Элизабеттой Риццорно (не Риццони) и сыном Лоренцо. Курфюрст был исключительным знатоком искусства, он, в частности, испытывал особую любовь к венецианской живописи и получил в этом значительную поддержку со стороны своего первого министра графа Генриха фон Брюля. Предположительно при посредничестве дипломата и знатока искусства Франческо Альгаротти Беллотто был назначен придворным художником с годовым окладом в 1750 талеров. Другими знаками высокого уважения были золотая табакерка и принятие крестного отцовства его четырёх дочерей, родившихся между 1748 и 1752 годами, королевской четой, членами княжеского дома, а также графом и графиней фон Брюль.
Во время первого пребывания в Дрездене (1747—1758) Беллотто усовершенствовал знания, полученные во время обучения и путешествий по Италии. Он дополнил их, изучив голландское искусство по картинам в коллекции курфюрста, и применил полученные навыки в создании нескольких циклов ведут столицы Саксонии. Основной цикл из четырнадцати дрезденских видов, который до сих пор находится в Картинной галерее старых мастеров в Дрездене, был создан к 1754 году. Из них тринадцать картин были выполнены повторно в том же размере для графа Брюля. На некоторых изображён дрезденский Цвингер, каким он был в XVIII веке во времена придворных празднеств и карнавалов с фейерверками. Некоторые здания художник изобразил в завершённом состоянии, когда на самом деле они ещё только строились. Зато абсолютно точно воспроизведена панорама центра города с отражающимися в реке зданиями. В наше время картины этого цикла экспонируются в залах первого этажа Галереи старых мастеров и можно сравнить пейзажи на картинах с видами, открывающимися из окон залов Галереи на сады Цвингера. Многие картины хранят память о былой красоте Дрездена и погибших памятниках, в особенности разрушенных во время бомбардировки Дрездена 13—15 февраля 1945 года в ходе Второй мировой войны.
В 1753—1756 годах Беллотто создал ещё один цикл из одиннадцати видов небольшого городка Пирна к югу от Дрездена на Эльбе. Из них восемь были воспроизведены для графа Брюля.

### Вена и Мюнхен
В 1756 году началась Семилетняя война; Пирна и Кёнигштайн стали районами боевых действий. Саксония в ходе войны была полностью оккупирована прусскими войсками. Покровитель художника курфюрст Август отправился в изгнание в Варшаву. 5 декабря 1758 года Бернардо Беллотто получил разрешение на въезд в Байройт. Вероятно, он отправился туда по рекомендации архитектора и сценографа Джузеппе Галли Бибьена, уже построившего Байройтский театр в 1747—1748 годах, и встречавшегося с Беллотто в 1748—1754 годах в Дрездене. Однако попытки найти там работу, видимо, не увенчались успехом, так как в январе 1759 года художник переехал в Вену.
Для Императорского двора в столице Австрии им были созданы шесть видов интерьеров, а также два вида на дворец и парк Шёнбрунн, панорама города с Бельведера и четыре вида на дворец Хофбург (всего тринадцать картин). Вероятно, их использовали для украшения интерьера императорского дворца, но в 1781 году перенесли в Пресбург, в то время столицу Венгрии. Беллотто пробыл в Вене немногим более двух лет.
Получив рекомендательное письмо от императрицы Марии Терезии, Беллотто в январе 1761 года отправился в Мюнхен, где познакомился с саксонским наследником престола Фридрихом Кристианом фон Саксеном, который гостил у своего шурина, баварского курфюрста Максимилиана III. Предположительно в подарок своим хозяевам Беллотто написал два вида на летнюю резиденцию Нимфенбурга и панораму Мюнхена, ныне хранящиеся в Мюнхенской резиденции. В конце 1761 года Беллотто вернулся в раздираемый войной город Дрезден.

### Второй дрезденский и варшавский периоды
В октябре 1763 года скончались курфюрст Август III и граф Генрих фон Брюль. Беллотто лишился главных покровителей. Их преемники мало интересовались живописью. Академия изобразительных искусств, возникшая в 1764 году, была ориентирована на формирующиеся идеалы неоклассицизма. И хотя Беллотто был принят в академию как профессор перспективы, его жалованье было уменьшено до 600 талеров. Поскольку он больше не получал заказов на ведуты, Беллотто, как и ранее Каналетто, стал писать «каприччи» (итал. capriccio — каприз, прихоть, блажь) — архитектурные фантазии.
Судя по всему, Беллотто больше не мог зарабатывать на жизнь в Дрездене. Он искал новую работу и якобы нашел её в Санкт-Петербурге, при дворе императрицы Екатерины II. Но на полпути остался при дворе нового польского короля Станислава Августа Понятовского в Варшаве. В 1767—1780 годах Беллотто был придворным художником короля, который восхищался венецианской живописью.
Беллотто оформил целую комнату Королевского дворца в Уяздове под Варшавой, которая даже была названа его именем; однако неясно, действительно ли он писал фрески. Также для Уяздова в 1768—1769 годах Беллотто и его сын Лоренцо (1744—1770) создали шестнадцать видов античного и барочного Рима по офортам Дж. Б. Пиранези «Виды Рима» и ранним варшавским ведутам.
Коллекция была рассеяна в начале девятнадцатого века, частично этими картинами можно любоваться в разных музеях России — «Римский Форум», «Вид от Капитолия на юго-восток и Пьяцца делла Ротонда с Пантеоном» (Музей изобразительных искусств в Москве), «Вид на площадь Навона» (Государственный музей в Нижнем Новгороде), «Вид на Санта-Мария-Маджоре» (Художественный музей в Хабаровске) и в частных коллекциях.
Король Станислав Август не смог завершить работы по реконструкции дворца в Уяздове, поэтому он решил сосредоточиться на варшавском Королевском замке. Ведуты были перенесены туда в 1777 году и размещены в вестибюле резиденции. Позднее, в дополнение к «уяздовским» Беллотто написал ещё «варшавские» ведуты. Двадцать шесть картин, написанных между 1770—1780 годами для украшения так называемой Панорамной комнаты (позже «Комнаты Каналетто») в Королевском замке в Варшаве, были спустя годы перемещены в Россию. Возвращены польскому правительству в 1921 году. Позднее они использовались при восстановлении города по окончании Второй мировой войны.
Варшавские картины помимо точнейшего изображения архитектурных памятников Беллотто дополнил множеством фигур, всего около 3000 человек, примерно половину из которых можно идентифицировать по статусу и роду занятий. Беллотто писал также картины на исторические сюжеты: «Избрание Станислава Августа Понятовского», «Вступление Ежи Ежи Оссолинского в Рим в 1633 году». Картины этого периода хранятся в Королевском замке на Вавеле и в варшавском Национальном музее.
Бернардо Беллотто неожиданно скончался в Варшаве 17 октября 1780 года. Причиной смерти стал инсульт. Похоронен в крипте костёла Вознесения монастыря капуцинов (по другим данным на костельном кладбище). Могила не сохранилась.

## Творческий метод и техника живописи
Метод и технические приёмы работы Беллотто были постоянными. Сначала, как и его дядя Каналетто, с помощью камеры-обскуры художник делал несколько подготовительных рисунков малого и среднего размера, которые затем переносил с помощью масштабной сетки в окончательный рисунок в натуральную величину на холсте. Кроме того, Беллотто делал отдельные наброски архитектурных деталей и фигур стаффажа.
На загрунтованном холсте Беллотто прочерчивал острым стилосом по линейке перспективные линии и архитектурные детали. Такой чертёж просматривается сквозь красочный слой. Затем он прокладывал «тени» полупрозрачной красно-коричневой темперой и, наконец, писал маслом поверх подготовительного рисунка, в последнюю очередь нанося блики и отражения.
Поздний период творчества художника в отличие от более ранних этапов характерен непосредственностью наблюдения, стремлением к обобщённой трактовке пейзажа, способностью передать атмосферу места. Его живопись становится более красочной.
Беллотто создал школу живописи, которую продолжили и развивали польские пейзажисты Зигмунт Фогель и Марцин Залеский. В России влияние Беллотто испытал Фёдор Алексеев.
Младший брат Бернардо — Пьетро Беллотто (1725 — ок. 1805) после сотрудничества со старшим братом переехал во Францию, где был известен как Сёр Каналети (le Sieur Canalety) и Пьетро Беллотти ди Канелетти (Pietro Bellotti di Caneletty), или просто Беллоти (Belloti).

## Галерея
- Вид Гранд-канала и Таможни в Венеции. Ок. 1743 г. Холст, масло. Центр Гетти, Лос-Анджелес
- Площадь Синьории во Флоренции. 1740. Холст, масло. Музей изобразительных искусств, Будапешт
- Дрезден с правого берега Эльбы перед мостом Августа. 1748. Холст, масло. Галерея старых мастеров, Дрезден
- Дрезден с правого берега Эльбы, перед мостом Августа (Католическая придворная церковь). Ок. 1750 г. Холст, масло. Национальная галерея Ирландии, Дублин
- Новый рынок в Дрездене. 1747. Холст, масло. Государственный Эрмитаж, Санкт-Петербург
- Каприччо с Колизеем. Ок. 1745 г. Холст, масло.
- Каприччо с Кампидольо. Ок. 1743 г. Холст, масло. Национальная галерея, Парма
- Каприччо дворца и лоджии перед классическим мостом. Ок. 1765 г. Бумага, карандаш, перо, чернила. Национальная галерея искусства, Вашингтон

### Работы в российских собраниях
В ГМИИ им. А. С. Пушкина хранится 7 работ художника:
- Вид Старого рынка в Дрездене (около 1747—1752 гг.; холст, масло; 135 × 241 см; инв. № Ж-2685)
- Вид Пирны с крепостью Зонненштайн (около 1753—1755 гг.; холст, масло; 136 × 243 см; инв. № Ж-47)
- Вид Пирны от крепости Зонненштайн (около 1753—1755 гг.; холст, масло; 134 × 241 см; инв. № Ж-2683)
- Рыночная площадь в Пирне (около 1753—1755 гг.; холст, масло; 136 × 249 см; инв. № Ж-271)
- Вид замка Кенигштайн (1764 год; холст, масло; 49 × 80 см; инв. № Ж-130)
- Вид Римского Форума (1769 год, холст, масло, 116 × 173 см; инв. № Ж-1517)
- Пьяцца Ротонда с видом на Пантеон (1769 год; холст, масло; 116 × 173 см; инв. № Ж-1510)

Одиннадцать работ имеется в собрании Государственного Эрмитажа. Большая часть из них выставляется на 3-м этаже здания Зимнего дворца, где им отведён специальный зал № 350: «Зал Беллотто»
- Площадь Нового рынка в Дрездене (1747 или 1749—1752 гг.; холст, масло; 134,5 × 236,5 см; инв. № ГЭ-204)
- Площадь рынка в Новом городе в Дрездене (1751—1752 гг.; холст, масло; 134,7 × 236,5 см; инв. № ГЭ-202)
- Площадь перед церковью Креста в Дрездене (1751 год; холст, масло; 197 × 187 см; инв. № ГЭ-203)
- Цвингер в Дрездене (1752 год; холст, масло; 131 × 233 см; инв. № ГЭ-205)
- Старые укрепления Дрездена (около 1749—1752 гг.; холст, масло; 130 × 236,5 см; инв. № ГЭ-207)
- Вид Пирны с правого берега Эльбы (около 1753 года; холст, масло; 133 × 237,5 см; инв. № ГЭ-208)
- Вид Пирны от замка Зонненштайн (1750-е гг.; холст, масло; 134 × 237 см; инв. № ГЭ-209)
- Вид Пирны с правого берега Эльбы выше города (около 1753 года; холст, масло; 133,5 × 236,5 см; инв. № ГЭ-210)
- Площадь Старого рынка в Дрездене (1751 год; холст, масло; 133,5 × 236,5 см; инв. № ГЭ-211)
- Вид Пирны с запада от угла Широкой улицы (1750-е гг.; холст, масло; 134 × 237 см; инв. № ГЭ-213)
- Старые укрепления Дрездена (1750-е гг.; холст, масло; 49 × 83 см; инв. № ГЭ-1384)

Ещё несколько картин Беллотто находится в других музейных собраниях России:
- Церковь Санта Мария Маджоре в Риме (Дальневосточный художественный музей в Хабаровске; 1769 год; холст, масло; 116 × 173 см; инв. № Ж-580)[11]
- Вид на Большой канал, на север от моста Риальто в Венеции (ГМЗ Павловск; холст, масло; 53 × 73 см; инв. № ЦХ-1741-III)[12]
- В соборе (Национальный художественный музей Республики Саха (Якутия); 1745 год; холст, масло; 73,3 × 66,9 см; инв. № Ж-752)[13]
- Пирна. Верхние ворота (Воронцовский дворец в Алупке, Крым; холст, масло; 131,5 × 235,8 см; инв. № Ж-377)[14]

### Ведуты в Зале Каналетто Королевского замка в Варшаве
- Краковское предместье со стороны Въездной Брамы (1767-68)
- Колонна Сигизмунда III со стороны спуска к Висле (1767-70)
- Вид Варшавы со стороны Праги (1770)
- Вид Варшавы с Ординаторским дворцом (1772)
- Краковское предместье в направлении Замкового дворца (1774)
- Вид Вилянувских лугов (1775)
- Вид Вильянувского дворца со стороны подъезда (1776)
- Вид Вильянувского дворца со стороны парка (1776)
- Вид Вильянувского дворца с южной стороны (1777)
- Вид Вильянувского дворца с северо-восточной стороны (1777)
- Длинная улица (1777)
- Медовая улица (1777)
- Костел Бригиток и Арсенал (1778)
- Костел Сакраменток (1778)
- Площадь Красинских (1778)
- Краковское предместье со стороны Нового Света (1778)
- Голубой дворец (1779)
- Протестантский собор (1779)
- Площадь Мнишков (1779)
- Площадь Железной Брамы (1779)
- Костел Кармелитов (1780)
- Костел Визиток (1780)
- Колонна Сигизмунда III со стороны спуска к Висле с королем, осматривающим сгоревшее крыло замка
- Площадь Железной Брамы со стороны казарм Мировских

### Прочие произведения
- Venedig, Canale Grande mit Santa Croce und Corpus Domini, 1738/1739 (London, The National Gallery) — AK Wien 2005 Nr. 1
- Venedig, Rio dei Mendicanti mit Scuola di San Marco, 1738/1739 (Venedig, Gallerie dell’Accademia) — AK Wien 2005 Nr. 2
- Der Canale Grande vom Palazzo Foscari zur Carità gesehen, 1739/1740 (Stockholm, Nationalmuseum)
- Das Arsenaltor und der Campo di Arsenale; Die Piazzetta in Richtung Markusplatz, 1740/1743 (National Gallery of Canada, Ottawa)
- Florenz, Piazza della Signoria; Florenz, Blick auf den Arno vom Ponte Vecchio Richtung Santa Trinità, 1742 (Budapest, Szépmüvészeti Museum) — AK Wien 2005 Nr. 3,4
- Neustädter Markt, Gemäldegalerie Dresden
- Dresden Altmarkt, Gemäldegalerie Dresden
- Dresden Elbufer, (Canaletto-Blick), Gemäldegalerie Dresden
- Der Marktplatz zu Pirna. 1753 oder 1754, Öl auf Leinwand 134 x 238 cm, Gemäldegalerie Dresden
- Die Festung Königstein von Nordwesten. Zwischen 1756 und 1758, Öl auf Leinwand 132 x 234 cm, Sammlung des Earl of Derby in Knowsley in Lancashire
- Wien vom Belvedere gesehen. Zwischen 1758 und 1761, Kunsthistorisches Museum Wien
- Der Einzug Jerzy Ossolinskis in Rom im Jahre 1633, Wrocław, Muzeum Narodowe